# Вандермеер, Джефф
Джефф Вандермеер (англ. Jeff VanderMeer, род. 7 июля 1968 года, США) — американский писатель, редактор и литературный критик.

## Биография
Джефф Вандермеер родился в городе Белфонт (Пеннсильвания, США), несколько лет в детстве провел на островах Фиджи, где его родители работали в Корпусе Мира. Затем их семья вернулась в США, но перед этим еще шесть месяцев путешествовала по Азии, Африке и Европе.
Джефф три года изучал журналистику во Флоридском университете в Гэйнсвилле, затем переключился на изучение английской словесности с дополнительной специализацией по истории Латинской Америки. Вандермеер все еще не закончил обучение. Кроме того, Джеф в 1992 году посещал писательский семинар «Clarion East Workhop» при Мичиганском университете, где его товарищами по учебе были Дэйл Бейли, Фелисити Сэвидж, Натан Боллинград и Кори Доктороу. С 2007 года он уже сам преподаёт в «Clarion East Workhop».
Уроки Вандермеера по писательскому мастерству печатались в американском студенческом журнале «Merlin's Pen». Кроме того, Джефф участвовал в таких писательских конференциях как «The Florida Suncoast Writers' Festival» и «The Seven Hills Writers Conference». В дополнение к работе в составе редакционной коллегии «Fantastic Metropolis», он был одним из основателей Совета по фантастической литературе («Council for Literature of the Fantastic») в Университете Род-Айленда. В 1998 году он был председателем жюри, присуждавшего премию имени Филипа Дика.
В 2003 году Джефф Вандермеер женился на Энн Кеннеди, редакторе малотиражного независимого издательства «Buzzcity Press» и журнала «Silver Web».
В настоящее время Вандермеер вместе с супругой живет в городе Таллахасси в штате Флорида. Сам Вандермеер в течение полутора десятков лет возглавляет издательство «The Ministry of Whimsy Press» (за эту работу он и Том Уинстед выдвигались на «World Fantasy Award» в 1998 году). Кроме того, Джеф работает в софтверной компании «Infinity Software Development», где пишет языковую составляющую для онлайновых тестов, эмулирующих государственные тесты для третьего-десятого классов.

## Литературная карьера
Рассказы Вандермеера стали появляться с конца 1980-х годов. Они печатались во множестве разнообразных изданий — от «Freezer Burn Magazine» до «Asimov's Science Fiction», а также вошли в несколько антологий, в том числе в антологии из серии «Лучшее за год». У писателя вышло несколько сборников малой прозы, среди которых особо стоит выделить коллекцию рассказов и новелл «Город святых и безумцев», объединённых местом действия — вымышленным городом Амброй. Сборник обрёл культовый статус, положив начало массовой популярности авангардистского литературного движения «new weird», комбинирующего элементы сюрреалистического и трансгрессивного хоррора на базе реалистично выстроенных, комплексных моделей мира, с примесью влияния прозы предтечей движения «new wave» (таких как Мервин Пик) и франко-английского декаданса. Романы «Подземный Венисс» (2003 г.) и «Shriek: An Afterword» (2006 г.) прочно занимают места в списках бестселлеров Amazon.com, «The Austin Chronicle», «The San Francisco Chronicle», и «Publishers Weekly». Книги и рассказы Джеффа издаются более чем на двадцати языках.
В последнее время Вандермеер начал экспериментировать с другими формами медиа, результатом чего стало появление фильма по мотивам романа «Shriek: An Afterword» и анимации «A New Face in Hell». Сейчас автор занимается написанием нуар-триллера «Finch», который призван продолжить цикл «Ambergris»

## Серия «Южный предел»
Вандермеер говорил, что главным вдохновением для зоны X и серии «Южный предел» был его поход по национальному заповеднику дикой природы Святого Марка.
Серия создана в повествовательно-описательном стиле, целью которого является не столько сюжет, сколько погружение читателя в мир зоны Х и мир героев.
Первый роман серии, «Аннигиляция» (Annihilation), был опубликован в 2014 году. В том же году книга удостоена премии Shirley Jackson Award за лучший роман, а также премии Nebula Award за лучший роман. В 2018 годы вышла экранизация романа — одноимённый фильм «Аннигиляция». Вторая книга в серии, «Консолидация» (Authority), также вышла в 2014 году. В интервью Вандермеер заявил, что «если „Аннигиляция“ является экспедицией в зону X, то „Консолидация“ — это экспедиция в Южный предел, агентство, отправляющее экспедиции». «Ассимиляция» (Acceptance), третья книга серии «Южный предел», увидела свет в 2014 году. В 2024 году вышла четвёртая книга в серии — Absolution.

## Премии

### Лауреат
- 2014 — премия Shirley Jackson Award за лучший роман «Аннигиляция»
- 2014 — премия Nebula Award за лучший роман «Аннигиляция»
- 2000 — премия World Fantasy Award за повесть «The Transformation of Martin Lake»

### Номинации
- 2023 г. — «Итоги года» от журнала «Мир Фантастики» (Фантастиковедение, Библия стимпанка: иллюстрированный гид по мирам дирижаблей и безумных ученых в викторианском стиле)
- 2021 г. — Премия конвента ДрагонКон (Лучший молодёжный роман, A Peculiar Peril)
- 2020 г. — Премия конвента ДрагонКон (Лучший фэнтезийный роман, Dead Astronauts)
- 2020 г. — Вавилонская рыбка (Борн)
- 2020 г. — Локус (Лучший роман фэнтези, Dead Astronauts)
- 2019 г. — «Итоги года» от журнала «Мир Фантастики» (Иллюстрированная книга года, Книга чудес: Иллюстрированное пособие по созданию художественных миров)
- 2018 г. — Выбор читателей Лайвлиба (Фантастика, Борн)
- 2018 г. — Премия Артура Ч. Кларка (Роман, Borne)
- 2018 г. — Локус (Лучший научно-фантастический роман, Борн)
- 2018 г. — Мемориальная премия Джона В. Кэмпбелла (Борн)
- 2017 г. — Выбор сайта Goodreads (Лучшая научная фантастика, Борн)
- 2015 г. — Локус (Лучший научно-фантастический роман, Консолидация)
- 2015 г. — Локус (Лучший научно-фантастический роман, Ассимиляция)
- 2015 г. — Локус (Лучший научно-фантастический роман, Аннигиляция)
- 2015 г. — Мемориальная премия Джона В. Кэмпбелла (Area X: The Southern Reach Trilogy)
- 2015 г. — Фолио (Премия Фолио, Аннигиляция)
- 2014 г. — Выбор сайта Goodreads (Лучшая научная фантастика, Аннигиляция)
- 2014 г. — «Итоги года» от журнала «Мир Фантастики» (Антология года, Песни Умирающей Земли (сборник))
- 2014 г. — Книга года по версии Фантлаба (Лучшая антология, Песни Умирающей Земли (сборник))
- 2010 г. — Британская премия фэнтези (Лучшая антология, Песни Умирающей Земли (сборник))
- 2010 г. — Небьюла (Роман, Finch)
- 2008 г. — Премия имени Ширли Джексон (Рассказ, The Third Bear)
- 2005 г. — Британская премия фэнтези (Лучшая антология, The Thackery T. Lambshead Pocket Guide to Eccentric & Discredited Diseases)
- 2004 г. — Британская премия фэнтези (Лучшая антология, The Thackery T. Lambshead Pocket Guide to Eccentric & Discredited Diseases)
- 2004 г. — Юго-восточная научно-фантастическая премия (Лучший роман, Подземный Венисс)
- 2003 г. — Премия Международной Гильдии Ужаса (Дебютный роман, Подземный Венисс)
- 2003 г. — Премия Международной Гильдии Ужаса (Антология, The Thackery T. Lambshead Pocket Guide to Eccentric & Discredited Diseases)
- 2003 г. — Юго-восточная научно-фантастическая премия (Лучшее произведение малой формы, Клетка)
- 1997 г. — Мемориальная премия Теодора Старджона (Дарден влюбленный)
- 1996 г. — Премия читателей журнала «Азимов» (Рассказ, The Bone-Carver’s Tale)

## Экранизации
- 2018 — Аннигиляция